# Warm Baths
Warm Baths (Warmbad en afrikaans et Bela-Bela en sotho du nord) – ancienne Hartingsburg – est une ville thermale d'Afrique du Sud, située au nord du Transvaal dans la province du Limpopo, à 95 km au nord de Pretoria et 170 km au sud de Pietersburg/Polokwane.
Appelée Bela Bela (le « lieu bouillant ») par les populations sothos locales, Warm Baths est dès la fin du XIXe siècle une station thermale en vogue grâce à la présence sur les lieux de spectaculaires sources d'eau chaude (62 °C).
Près d'un million de personnes viennent chaque année s'adonner aux plaisirs des bains, des cures thermales et des parcs aquatiques.

## Démographie

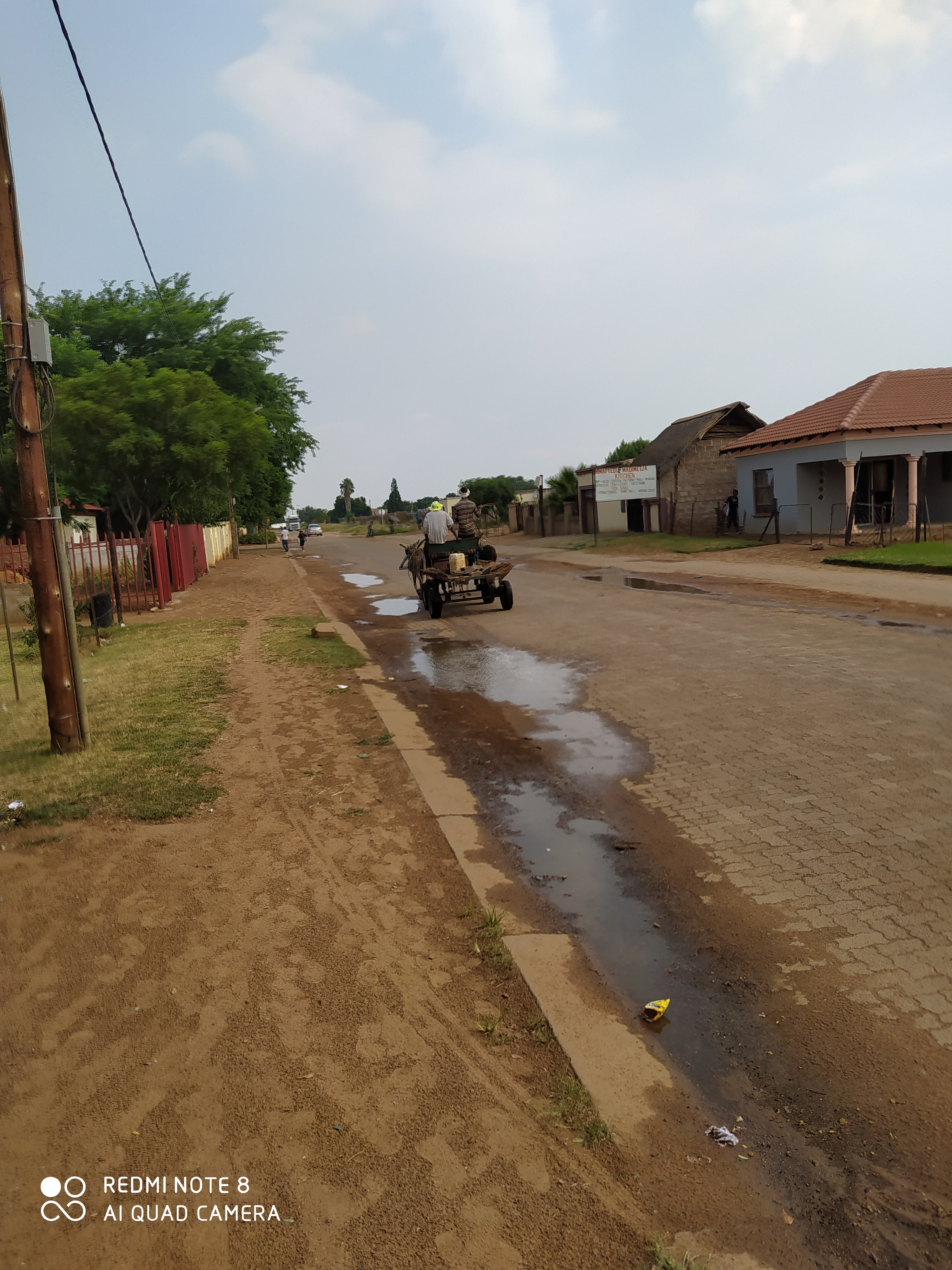
Charrette tirée par un âne, moyen de transport habituel dans un township.

Selon le recensement de 2011, la population totale de la localité de Warm Baths/Bela-Bela comprend plus de 45 001 habitants. Les noirs constituent 89,11 % des habitants de la localité et les blancs 8,20 % des résidents.
La ville centre de Warm Baths compte pour sa part 5 203 habitants dont 68,40 % de blancs principalement afrikaners. La population blanche est également la population majoritaire du petit quartier semi rural de Gholfbaan Park (60 %). À l'exception de ce quartier et du centre-ville, la majorité de la population urbaine de la commune réside dans les townships situés principalement à l'est de la ville et dans les quartiers de Spa Park et de Jinnah Park, à l'ouest du centre-ville.

## Historique
La première ferme établie dans la région, près des sources minérales, est celle d'un Voortrekker nommé Carl Van Heerden qu'il baptise Het Bad. En 1873, le président sud-africain, Thomas François Burgers, souligne les possibilités de développement qu'offre le site de Het Bad notamment pour les personnes en cure. Un village est fondé en 1883 qui prend le nom de Hartingsburg, d'après le nom de Pieter Harting (1812-1885), un naturaliste et biologiste néerlandais. Son nom usuel est cependant celui de Warmbad (Warmbaths en anglais). En 1903, les britanniques officialisent nom de Warm Barths et en 1905, le nom de Hartingsburg est officiellement supprimé.
En 1920, Warm Baths accède au statut de commune sud-africaine et en 1950, devient chef-lieu judiciaire de district. En 1960, le statut de Warm Baths devient celui de ville.
En 2002, la ville de Warmbad/Warm Baths prend également le nom officiel de Bela-Bela.

## Administration

Contours de la municipalité locale de Bela-Bela

La localité est administrée par la municipalité locale de Bela-Bela, constituée en 2000. Celle-ci forme l'une des 6 composantes du district municipal de Waterberg.
En application de la politique d'africanisation ou d'éradication des noms afrikaners ou coloniaux, la ville de Warm Baths a elle-même était rebaptisée Bela-Bela en 2002 mais les deux noms continuent d'être utilisés, selon que l'on est blanc ou noir, pour désigner la ville centre de la municipalité.
Lors des élections municipales de 2011, le congrès national africain (ANC) remporte la municipalité avec 73,7 % des voix contre 22 % à l'alliance démocratique (DA). Sur un total de 9 circonscriptions électorales, les blancs ne sont majoritaires que dans la 1re circonscription électorale de la municipalité locale de Bela-Bela où la DA remporta 72 % des suffrages.

## Toponymie locale
| Ancien nom de rue              | Nouveaux noms        |
| ------------------------------ | -------------------- |
| Minnaar street (partiellement) | Chris Hani Way/Drive |